# Bovenlijk
Het bovenlijk is een term uit de zeilvaart.

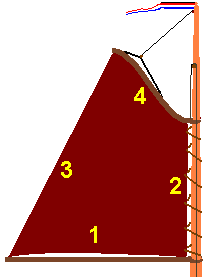
De vier zijden van een gaffelgetuigd zeil

Elk zeil kan aan de zijkanten versterkt worden met een lijkentouw. Van deze versterking is de naam van de kanten van een zeil afgeleid. 

De term bovenlijk slaat op de bovenkant van een zeil, deze bestaat alleen op de gaffelgetuigde schepen. Het bovenlijk zit daar vast aan de gaffel. Het bovenlijk wordt begrensd door de tophoek en de klauwhoek.
De vier kanten van een gaffelgetuigd zeil:

1. onderlijk

2. voorlijk

3. achterlijk

4. bovenlijk